# Кекур (Коми)
 Кекур — деревня в Усть-Куломском районе Республики Коми в составе сельского поселения Пожег. 

## География
Расположен на левом берегу реки Вычегда на расстоянии примерно 44 км по прямой от районного центра села Усть-Кулом на северо-восток.  

## История
Известна с 1916 года как деревня с 73 дворами и 383 жителями, в 1926 103 и 444, в 1970 482 жителя, в 1989 463, в 1995 473 (139 хозяйств).

## Население
Постоянное население  составляло 455 человек (коми 99%) в 2002 году, 378 в 2010 .